# Zvučni velarni ploziv
Zvučni velarni ploziv suglasnik je koji postoji u mnogim jezicima, a u međunarodnoj fonetskoj abecedi za njega se koristi simbolom [ɡ].
Moguće je da će se ovaj simbol (koji bi trebao izgledati kao g s nezatvorenom donjom petljom) zbog problema u nekim fontovima prikazivati slično simbolu Y u nekim sustavima.
Od šest ploziva koji su najčešći u svijetu, to jest tri mjesta tvorbe i zvučnost ([p] i [b], [t] i [d], [k] i [ɡ]), najčešće nedostaju [p] i [ɡ]. To je stanje u oko 10 % jezika koji imaju ovaj uzorak. Dok je nedostatak glasa [p] arealna osobina, izostanak glasa [ɡ] raširen je cijelim svijetom. Neki jezici, kao što su moderni standardni arapski ili ketski, nemaju oba.
Glas postoji u standardnom hrvatskom i svim narječjima; standardni pravopis hrvatskog jezika također se koristi simbolom g, (vidjeti slovo g).
U nekim jezicima postoje različite varijante glasa (s aspiracijom ili bez nje, primjerice u Hindiju).
Karakteristike su:
- po načinu tvorbe jest ploziv
- po mjestu tvorbe jest velarni suglasnik
- po zvučnosti jest zvučan.

Glas se nalazi u 56,1 % svih jezika zabilježenih u bazi podataka UPSID i osmi je suglasnik po učestalosti.

## Vanjske poveznice
- UCLA Phonological Segment Inventory Database (UPSID)(eng.)